# Muntanyes Ogilvie
Les muntanyes Ogilvie és una serralada que es troba a l'oest del territori del Yukon, al Canadà, al nord de la vila de Dawson City. Els cims més importants de la serralada formen part del Parc Territorial Tombstone. Els rius Porcupine, riu Klondike i riu Peel neixen en aquesta serralada.
El punt culminant és el Mont Frank Rae, de 2.362 msnm, però el cims més coneguts són el Mont Tombstone i el mont Monolith, per les seves torres de granit.
El primer a estudiar la regió fou William Ogilvie, del qual la serralada pren el nom.
La serralada marca el límit septentrional del territori històric dels Tutchtones.